# Solanum croatii
Solanum croatii är en potatisväxtart som beskrevs av D'arcy och R.C.Keating. Solanum croatii ingår i släktet skattor som ingår i familjen potatisväxter. Inga underarter finns listade i Catalogue of Life.